# Giuseppe Torelli (componist)

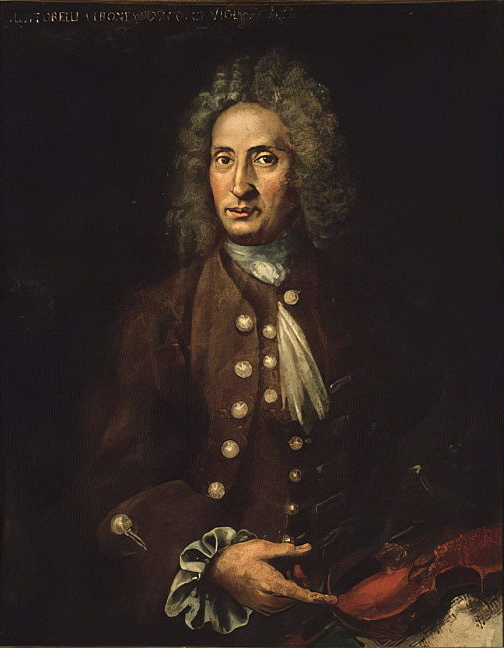
Giuseppe Torelli

Giuseppe Torelli (Verona, 22 april 1658 – Bologna, 8 februari 1709) was een Italiaans componist.

## Biografie
Giuseppe Torelli was een van de grote componisten van zijn tijd. Hij studeerde viool in de school bij de kathedraal van San Petronio in zijn geboortestad. Later ging hij compositie studeren bij Giacomo Perti in Bologna. Giuseppe Torelli is vooral bekend geworden door zijn concerten voor trompet. Hij was een van de productiefste componisten voor trompet in zijn tijd. Ook schreef hij regelmatig concerten voor strijkers. Vanaf 1686 was hij altviolist in Bologne bij de "Accademia Filarmonica". Daarna was hij nog een tiental jaar kapelmeester op het hof van de graaf van Ansbach in Beieren. Na een kort verblijf in Wenen keerde hij terug naar Bologna, waar hij in 1709 stierf. Zijn manuscripten worden bewaard in de archieven van de San Petronio, eveneens in Bologna. Giuseppe Torelli was de leraar van Francesco Manfredini. Zijn broer Felice Torelli was een schilder in Bologna met een bescheiden reputatie. Wel was Felice Torelli een van de oprichters van de Accademia Clementina.

## Betekenis
Zijn werk had een belangrijke invloed in de ontwikkeling van het concerto grosso naar het soloconcerto. Zo creëerde hij een eerste vioolconcerto in 1700.
Hij schreef een 85-tal stukken, gegroepeerd in Opus 1 tot 8, voornamelijk sonates, concerten (onder meer voor trompet en orkest) en concerti grossi.
- Biblioteca Nacional de España: XX1430045
- Bibliothèque nationale de France: cb13900506k (data)
- CiNii: DA09557746
- Gemeinsame Normdatei: 118802550
- International Standard Name Identifier: 0000 0001 0888 6596
- Library of Congress Control Number: n80079577
- Nationale Bibliotheek van Letland: 000067861
- MusicBrainz: f346a19a-e909-4a0d-9a66-4c32a92e8abc
- Nationale Bibliotheek van Tsjechië: ola2002153302
- Nationale bibliotheek van Australië: 35425657
- Nationale Bibliotheek van Israël: 987007269060005171
- Nationale Bibliotheek van Polen: a0000001737630
- Nederlandse Thesaurus van Auteursnamen: 072301732
- Istituto Centrale per il Catalogo Unico: LO1V130350
- LIBRIS: 211989
- SNAC: w6dv25km
- Système universitaire de documentation: 128432799
- Trove: 948230
- Virtual International Authority File: 37103591
- WorldCat: E39PBJcBYHG8d4BHyptwRbhCQq